# John Campbell (roer)
John Alan Campbell (13. april 1899 – 20. februar 1939) var en britisk roer som deltog i OL 1912 i Stockholm.
Campbell vandt en sølvmedalje i roning under OL 1920 i Antwerpen hvor han kom ind på en andenplads i otter sammen med  Ewart Horsfall, Guy Oliver Nickalls, Richard Lucas, Walter James, Sebastian Earl, Ralph Shove, Sidney Swann og Robin Johnstone (styrmand).